# Castelfidardo
Castelfidardo település Olaszországban, Marche régióban, Ancona megyében. Lakosainak száma 18 419 fő (2023. január 1.). Castelfidardo Camerano, Loreto, Numana, Osimo, Recanati, Sirolo és Porto Recanati községekkel határos.

## Népesség
A település lakossága az elmúlt években az alábbi módon változott:
| Lakosok száma | 18 679 | 18 601 | 18 419 |
|               | 2017   | 2018   | 2023   |